# Image latente

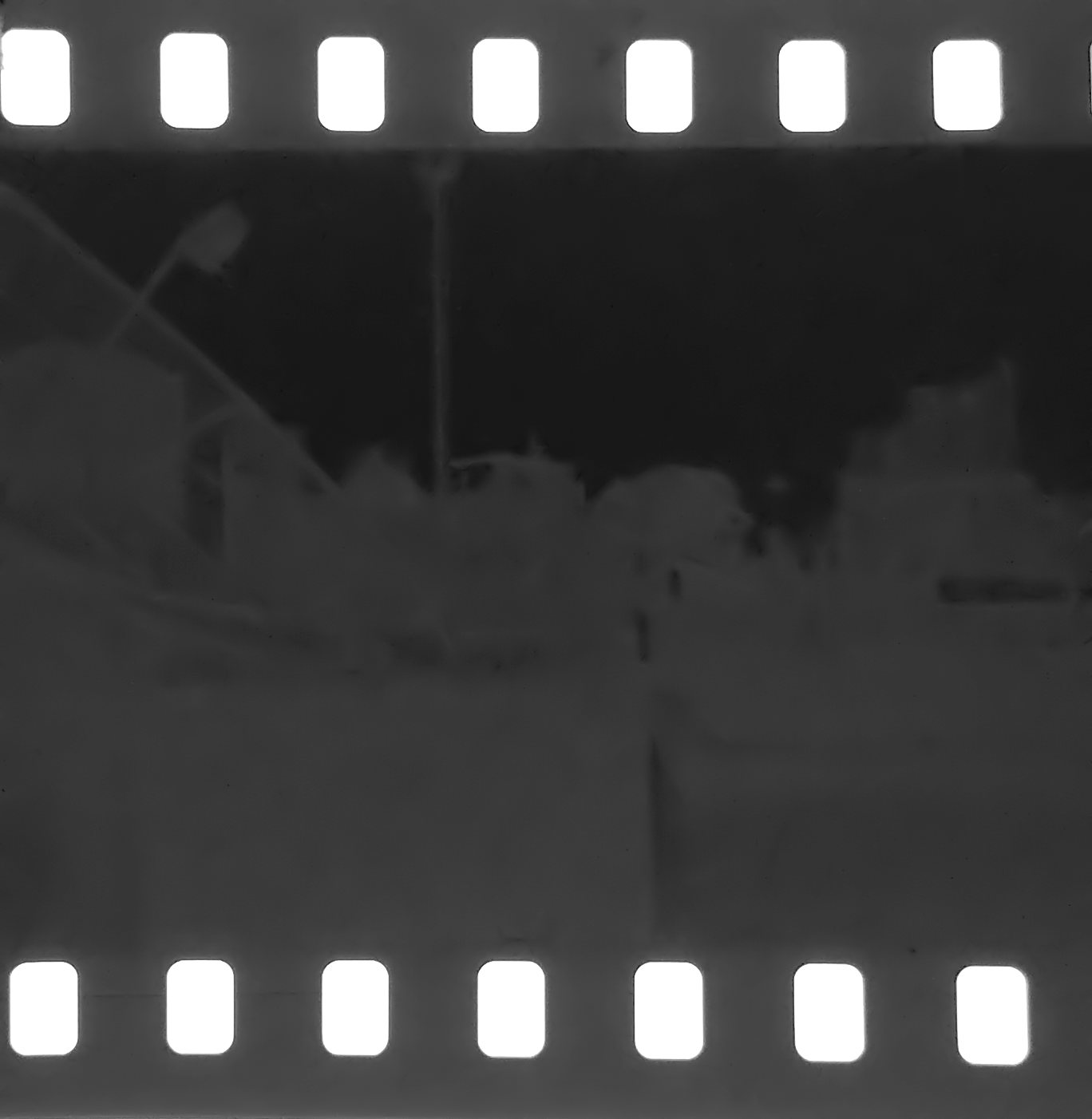
Exemple d'image latente.

L'image latente d'une photographie est l'image « en devenir » présente sur un film exposé mais pas encore développé.
Des ions d'argent composent la couche sensible à la lumière d'un film. Lorsqu'ils sont exposés à la lumière, ils forment alors cette image latente qui est invisible.
C'est seulement au développement, lorsque le film est immergé dans un bain de révélateur, que les sels d'argent exposés à la lumière font apparaître l'image sur le négatif. La réaction entre le révélateur et les sels d'argent exposés à la lumière fait noircir ces derniers. Les sels d'argent non exposés à la lumière ne vont pas noircir.
Pour arrêter l'action du révélateur sur le film, il faut ensuite tremper le film dans une solution appelée bain d'arrêt. Le pH de ce produit chimique composé de vinaigre acétique à plus de 20 % de concentration neutralise l'action du révélateur.
Ensuite, un fixateur sera utilisé pour fixer les sels d'argent noircis. Il a aussi pour rôle de faire décoller les sels d'argent non exposés à la lumière, de la surface du film.